# Binzener Schlösschen
Das Binzener Schlösschen (auch Großes Haus, Zantisches Haus oder Freihof) ist ein ehemaliger Freihof, der in der Gemeinde Binzen im Landkreis Lörrach steht.

## Geschichte
Das Haus wurde 1559 vom Binzener Burgvogt Wagner erbaut. Dessen Tochter, Magdalena, heiratete den markgräflichen Rat und Landschreiber von Hochberg, Martin Wyß. Wyß erhielt 1599 von Markgraf Georg Friedrich von Baden-Durlach einen Freiheitsbrief, der ihn und seine Nachkommen von allen Steuern und Abgaben befreite und direkt der herrschaftlichen Gerichtsbarkeit unterstellte.
Die Familie Wyß wurde von Kaiser Rudolf II. wegen der Verdienste des Hans-Werner Wyß im Krieg gegen die Ungarn 1601 in den Adelsstand erhoben – sie nannte sich dann Wyß von Binzen.
Das Haus wird heute noch bewohnt.

## Beschreibung
Das Haus steht oberhalb der Kirche von Binzen. Es handelt sich um ein dreigeschossiges, rechteckiges Haus mit einem an der Südseite angebauten achteckigen Treppenturm mit einer Wendeltreppe aus Sandstein.